# Kostel Saint-Pierre-des-Arcis
Kostel Saint-Pierre-des-Arcis byl katolický farní kostel na ostrově Cité v Paříži. Kostel byl naposledy přestavěn v 15. století a byl zbořen na konci 18. století za Velké francouzské revoluce.

## Poloha a název
Předdvoří kostela se nacházelo na Rue de la Vieille-Draperie. Stavba byla ohraničena na východě ulicí Rue Saint-Pierre-des-Arcis a na západě uličkou, která vedla k apsidě kostela sv. Bartoloměje.
Původ názvu kostela je nejasný. Arcis může pocházet z latinského arcisterium, což znamená klášter. Bula Inocence II. označuje kostel jako Ecclesia Sancti Petri de Arsionibus.

## Historie
Kostel založil v roce 926 pařížský hrabě Theudon na místě zničené kaple, která již byla zasvěcena sv. Petru, a která podléhala klášteru sv. Eligia. V roce 1130 byla zřízena farnost. Kostel byl přestavěn v roce 1424. V roce 1711 byl vztyčen nový portál. Kostel byl zrušen v roce 1790 a stal se národním majetkem. Budova pak sloužila jako sklad zvonů určených k přetavení na mince.
V roce 1797 stát prodal budovu, aby mohla být postavena plánovaná ulice mezi Rue de la Vieille-Draperie a nábřežím Seiny. Kostel byl zbořen a v roce 1812 zde vznikla ulice Rue du Marché-aux-Fleurs.